# Númenor

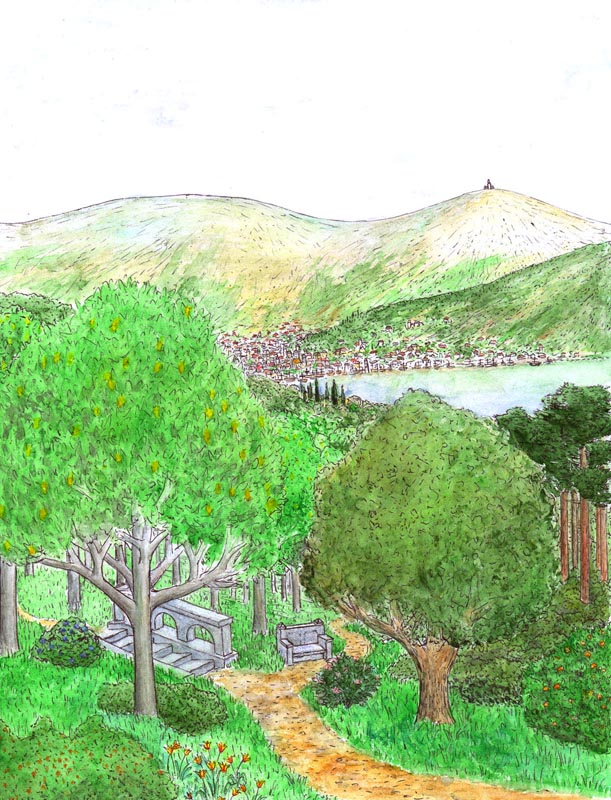
Wyobrażenie Nísimaldaru i miasta Eldalondë

Númenor (qya. Númenórë, także Andor, qya. Kraina Daru) – wyspa (i państwo istniejące w jej granicach) ze stworzonej przez J.R.R. Tolkiena mitologii Śródziemia, tolkienowski odpowiednik mitu o Atlantydzie.
Wyspa ta została stworzona przez Valarów na początku Drugiej Ery, jako dar dla Edainów (nazywanych odtąd Dúnedainami), Królami wśród Ludzi, którzy pozostali wierni Valarom i elfom podczas Wojen o Beleriand.
Była umiejscowiona na Belegaerze, bliżej Amanu, niż Śródziemia. Miała kształt pięcioramiennej gwiazdy z pięcioma półwyspami i zatokami pomiędzy nimi.

## Nazwa
Przez Valarów została ona nazwana Andorem (qya. Krainą Daru). Ludzie nazwali ją Elenną (qya. W stronę gwiazd). Nazwa ta wzięła się stąd, że to właśnie gwiazdy (wśród których świecił Silmaril) służyły Edainom za przewodników w podróży ze Śródziemia przez Belegaer.

## Historia
Mieszkańcy Númenoru byli żeglarzami. Często wypływali do Śródziemia, a także wypływali dalej na wschód, opływając południowe brzegi Śródziemia, na Zewnętrzne Morza. Odkryli Ciemny Kraj (Kraj Południowy), dopłynęli do Północnych Ciemności, do Południowych Ciemności, a także do Bram Poranka na najdalszym wschodzie. W późniejszych czasach zakładali też kolonie, miasta i osady. Znane miasta númenorejskie w Śródziemiu to: Vinyalondë (założone ok. 750–800 roku Drugiej Ery), Umbar (ok. 2280 roku) i Pelargir (ok. 2350 roku).
Valarowie zabronili Númenorejczykom pływać w kierunku zachodnim dalej niż na tę odległość, z której mogli dostrzec brzegi Númenoru. Po pewnym czasie Dúnedainowie zaczęli narzekać na Przywilej Człowieka i na Zakaz Valarów. Za panowania Tar-Ancalimona doszło do podziału na Wiernych, którzy pozostali lojalni Valarom, i Ludzi Króla. Númenorejczycy zaczęli zakładać kolonie na brzegach Śródziemia i porzucili sindarin na rzecz ojczystego adûnaickiego.
Pod koniec Drugiej Ery król Ar-Pharazôn pokonał w wojnie Saurona. Wkrótce jednak Sauron omamił króla i przekonał go, by ten popłynął wraz ze swą flotą do Amanu, co rzekomo dać mu miało nieśmiertelność. W roku 3319 Drugiej Ery Ar-Pharazôn na czele Wielkiej Armady postawił stopę w Amanie. W rezultacie Valarowie odwołali się do Eru Ilúvatara i cały świat się odmienił. Númenor został zatopiony, flota króla zniszczona, a dotychczas płaski świat został zamieniony przez Eru w kulę. Aman został przeniesiony poza kręgi świata.
Zanim to nastąpiło, Elendil, przywódca Wiernych, wraz ze swymi synami Isildurem i Anárionem poprowadził swych ludzi na wschód, do Śródziemia, gdzie założyli królestwa Arnoru i Gondoru.
Númenorejczycy będący po stronie króla, znajdujący się w czasie zatopienia Númenoru w Umbarze i innych koloniach w Haradzie, nazwani zostali Czarnymi Númenorejczykami.
Po zagładzie Númenoru kraina ta została nazwana Atalantë (qya. zatopiona). Wielu ludzi w późniejszych czasach próbowało szukać tej krainy, lecz przemierzając morza na zachód, po pewnym czasie znajdowali się w tym samym miejscu, z którego wyruszyli.

## Królowie Númenoru
Władcy Númenoru wywodzili się od Eärendila, jednej z kluczowych postaci Silmarillionu. Z kolei potomek númenorejskich monarchów z Władcy Pierścieni to Aragorn, członek Drużyny Pierścienia.

### Zakres władzy i dziedziczenie
Królowie Númenoru posiadali nieograniczoną władzę. Podejmowali wszystkie najważniejsze decyzje w państwie. Tylko król miał prawo przemawiać na „Świętym Miejscu” Meneltarmy w dni świąt (Erukyeremë, Erulaitalë, Eruhantalë). Ciałem doradczym monarchów była Rada Berła.
Od czasów Vardamira ustalił się zwyczaj, iż król winien przekazać przed śmiercią berło swemu następcy, by samemu umrzeć w wybranej przez siebie chwili, mając jeszcze jasny umysł. Tak postępowali wszyscy kolejni władcy aż do rządów Tar-Atanamira. Od tego czasu monarchowie porzucili ten zwyczaj i panowali do końca swoich dni, choć rzeczywista władza przechodziła wcześniej w ręce następcy tronu lub kanclerza.
W Númenorze objąć tron mogła również kobieta. Nosiła wtedy tytuł panującej (rządzącej) królowej i miała te same prawa co król-mężczyzna. Możliwość taka wynikła po modyfikacji prawa dziedziczenia. Początkowo berło obejmował najstarszy syn króla. Jeśli monarcha nie miałby potomka płci męskiej, tron winien przejść na najbliżej spokrewnionego z władcą mężczyznę z jednej z bocznych (męskich) linii dynastii Elrosa. Jednak król Tar-Aldarion w 892 roku zmienił prawo. Odtąd berło mogła dziedziczyć również najstarsza córka, jeśli monarcha nie miał syna. Następczyni miała możliwość odmówienia przyjęcia tronu, ale i obowiązek rezygnacji, jeśli nie wyszłaby za mąż w określonym czasie. W takim wypadku (jak również po bezpotomnej śmierci panującej królowej) berło należało się najbliższemu męskiemu potomkowi dynastii, bez względu czy wywodził się z linii męskiej czy żeńskiej. Podczas panowania Tar-Súriona wprowadzoną kolejną, ostatnią już modyfikację. Otóż od tej pory tron dziedziczył pierworodny potomek króla, niezależnie od płci. Uchylono też przepis nakazujący następczyni w odpowiednim czasie wyjść za mąż.

### Imiona królów
Kolejni królowie, począwszy od Elrosa Tar-Minyatura, obejmowali berło pod imieniem quenejskim. Zwykle było to imię nadane im przy urodzeniu, do którego dodawano przedrostek Tar, który znaczył Wysoki, Szlachetny. Monarcha mógł jednak (jeszcze przed objęciem tronu) zmienić imię na takie, które np. wyrażało jego zainteresowania. Królewskie miana zapisywano w Zwojach Królewskich. Z biegiem czasu, gdy monarchowie zaczęli wrogo odnosić się do Valarów i Eldarów i gdy przestawano używać języków elfickich na wyspie, władcy przybierali imiona w języku adûnaickim, mowie Númenorejczyków. W takim przypadku przedrostkiem poprzedzającym ich imię był zwrot Ar – Królewski, który w języku adûnaickim pojawił się pod wpływem sindarińskiego słowa Ar(a) o tym samym znaczeniu. Z obawy jednak przed nieszczęściem, związanym z zaprzestaniem wielowiekowej tradycji, w Zwojach Królewskich zapisywano je cały czas w quenyi.

### Insygnia władzy i miejsce pochówku
Symbolem i głównym insygnium władzy królewskiej było berło Númenoru. Bronią władców był miecz Aranrúth. Monarchowie nie nosili korony, lecz zapewne od czasów Tar-Ancalimë, gwiazdę z białego klejnotu na czole.
Monarsza nekropolia znajdowała się w dolinie Noirinan, u stóp Meneltarmy.

### Pochodzenie
Królowie Númenoru wywodzili się od Eärendila, którego syn Elros został pierwszym monarchą wyspy i założycielem dynastii. Przez kolejne stulecia, od 442 do 3319 roku Drugiej Ery, Númenorem rządzili jego potomkowie. Od jednego spośród nich, Tar-Elendila, wywodził się ród książąt Andúnië, a poprzez nich władcy Arnoru i Gondoru w Śródziemiu. Imiona półelfów na niniejszym drzewie genealogicznym wyróżnione są kursywą.
| Finwë | Finwë | Finwë | Finwë | Finwë     | Finwë     |           |           | Indis     | Indis     | Indis | Indis | Indis  | Indis  |          |          | Ród Hadora | Ród Hadora | Ród Hadora | Ród Hadora | Ród Hadora | Ród Hadora |      |      | Ród Halethy | Ród Halethy | Ród Halethy | Ród Halethy | Ród Halethy | Ród Halethy |         |         | Ród Bëora | Ród Bëora | Ród Bëora | Ród Bëora | Ród Bëora | Ród Bëora |        |        | Thingol | Thingol | Thingol | Thingol | Thingol | Thingol |         |         | Meliana | Meliana | Meliana | Meliana | Meliana | Meliana |
| Finwë | Finwë | Finwë | Finwë | Finwë     | Finwë     |           |           | Indis     | Indis     | Indis | Indis | Indis  | Indis  |          |          | Ród Hadora | Ród Hadora | Ród Hadora | Ród Hadora | Ród Hadora | Ród Hadora |      |      | Ród Halethy | Ród Halethy | Ród Halethy | Ród Halethy | Ród Halethy | Ród Halethy |         |         | Ród Bëora | Ród Bëora | Ród Bëora | Ród Bëora | Ród Bëora | Ród Bëora |        |        | Thingol | Thingol | Thingol | Thingol | Thingol | Thingol |         |         | Meliana | Meliana | Meliana | Meliana | Meliana | Meliana |
|       |       |       |       |           |           |           |           |           |           |       |       |        |        |          |          |            |            |            |            |            |            |      |      |             |             |             |             |             |             |         |         |           |           |           |           |           |           |        |        |         |         |         |         |         |         |         |         |         |         |         |         |         |         |
|       |       |       |       | Fingolfin | Fingolfin | Fingolfin | Fingolfin | Fingolfin | Fingolfin |       |       |        |        |          |          | Galdor     | Galdor     | Galdor     | Galdor     | Galdor     | Galdor     |      |      | Haletha     | Haletha     | Haletha     | Haletha     | Haletha     | Haletha     |         |         | Barahir   | Barahir   | Barahir   | Barahir   | Barahir   | Barahir   |        |        |         |         |         |         |         |         |         |         |         |         |         |         |         |         |
|       |       |       |       | Fingolfin | Fingolfin | Fingolfin | Fingolfin | Fingolfin | Fingolfin |       |       |        |        |          |          | Galdor     | Galdor     | Galdor     | Galdor     | Galdor     | Galdor     |      |      | Haletha     | Haletha     | Haletha     | Haletha     | Haletha     | Haletha     |         |         | Barahir   | Barahir   | Barahir   | Barahir   | Barahir   | Barahir   |        |        |         |         |         |         |         |         |         |         |         |         |         |         |         |         |
|       |       |       |       |           |           |           |           |           |           |       |       |        |        |          |          |            |            |            |            |            |            |      |      |             |             |             |             |             |             |         |         |           |           |           |           |           |           |        |        |         |         |         |         |         |         |         |         |         |         |         |         |         |         |
|       |       |       |       | Turgon    | Turgon    | Turgon    | Turgon    | Turgon    | Turgon    |       |       | Elenwë | Elenwë | Elenwë   | Elenwë   | Elenwë     | Elenwë     |            |            | Huor       | Huor       | Huor | Huor | Huor        | Huor        |             |             |             |             |         |         | Beren     | Beren     | Beren     | Beren     | Beren     | Beren     |        |        |         |         |         |         | Lúthien | Lúthien | Lúthien | Lúthien | Lúthien | Lúthien |         |         |         |         |
|       |       |       |       | Turgon    | Turgon    | Turgon    | Turgon    | Turgon    | Turgon    |       |       | Elenwë | Elenwë | Elenwë   | Elenwë   | Elenwë     | Elenwë     |            |            | Huor       | Huor       | Huor | Huor | Huor        | Huor        |             |             |             |             |         |         | Beren     | Beren     | Beren     | Beren     | Beren     | Beren     |        |        |         |         |         |         | Lúthien | Lúthien | Lúthien | Lúthien | Lúthien | Lúthien |         |         |         |         |
|       |       |       |       |           |           |           |           |           |           |       |       |        |        |          |          |            |            |            |            |            |            |      |      |             |             |             |             |             |             |         |         |           |           |           |           |           |           |        |        |         |         |         |         |         |         |         |         |         |         |         |         |         |         |
|       |       |       |       |           |           |           |           | Idril     | Idril     | Idril | Idril | Idril  | Idril  |          |          |            |            |            |            | Tuor       | Tuor       | Tuor | Tuor | Tuor        | Tuor        |             |             |             |             | Nimloth | Nimloth | Nimloth   | Nimloth   | Nimloth   | Nimloth   |           |           | Dior   | Dior   | Dior    | Dior    | Dior    | Dior    |         |         |         |         |         |         |         |         |         |         |
|       |       |       |       |           |           |           |           | Idril     | Idril     | Idril | Idril | Idril  | Idril  |          |          |            |            |            |            | Tuor       | Tuor       | Tuor | Tuor | Tuor        | Tuor        |             |             |             |             | Nimloth | Nimloth | Nimloth   | Nimloth   | Nimloth   | Nimloth   |           |           | Dior   | Dior   | Dior    | Dior    | Dior    | Dior    |         |         |         |         |         |         |         |         |         |         |
|       |       |       |       |           |           |           |           |           |           |       |       |        |        |          |          |            |            |            |            |            |            |      |      |             |             |             |             |             |             |         |         |           |           |           |           |           |           |        |        |         |         |         |         |         |         |         |         |         |         |         |         |         |         |
|       |       |       |       |           |           |           |           |           |           |       |       |        |        |          |          |            |            |            |            |            |            |      |      |             |             |             |             |             |             |         |         |           |           |           |           |           |           |        |        |         |         |         |         |         |         |         |         |         |         |         |         |         |         |
|       |       |       |       |           |           |           |           |           |           |       |       |        |        | Eärendil | Eärendil | Eärendil   | Eärendil   | Eärendil   | Eärendil   |            |            |      |      |             |             | Elwinga     | Elwinga     | Elwinga     | Elwinga     | Elwinga | Elwinga |           |           | Eluréd    | Eluréd    | Eluréd    | Eluréd    | Eluréd | Eluréd |         |         | Elurín  | Elurín  | Elurín  | Elurín  | Elurín  | Elurín  |         |         |         |         |         |         |
|       |       |       |       |           |           |           |           |           |           |       |       |        |        | Eärendil | Eärendil | Eärendil   | Eärendil   | Eärendil   | Eärendil   |            |            |      |      |             |             | Elwinga     | Elwinga     | Elwinga     | Elwinga     | Elwinga | Elwinga |           |           | Eluréd    | Eluréd    | Eluréd    | Eluréd    | Eluréd | Eluréd |         |         | Elurín  | Elurín  | Elurín  | Elurín  | Elurín  | Elurín  |         |         |         |         |         |         |
|       |       |       |       |           |           |           |           |           |           |       |       |        |        |          |          |            |            |            |            |            |            |      |      |             |             |             |             |             |             |         |         |           |           |           |           |           |           |        |        |         |         |         |         |         |         |         |         |         |         |         |         |         |         |
|       |       |       |       |           |           |           |           |           |           |       |       |        |        |          |          |            |            |            |            |            |            |      |      |             |             |             |             |             |             |         |         |           |           |           |           |           |           |        |        |         |         |         |         |         |         |         |         |         |         |         |         |         |         |
|       |       |       |       |           |           |           |           |           |           |       |       |        |        | Elros    | Elros    | Elros      | Elros      | Elros      | Elros      |            |            |      |      |             |             | Elrond      | Elrond      | Elrond      | Elrond      | Elrond  | Elrond  |           |           |           |           |           |           |        |        |         |         |         |         |         |         |         |         |         |         |         |         |         |         |

## Lista królów Númenoru

### Tar-Minyatur
Elros urodził się w 532 roku PE, zmarł w 442 roku DE). Był półelfem, synem Eärendila i Elwingi, bliźniaczym bratem Elronda, a także pierwszym królem Númenoru. Urodził się w Przystaniach Sirionu. Podczas napaści synów Fëanora dostał się, wraz z Elrondem, do niewoli. Podczas niej zaprzyjaźnił się z Maglorem. Prawdopodobnie walczył w Wojnie Gniewu. Gdy po zwycięstwie nad Morgothem Valarowie postawili przed Elrosem wybór, czy chce należeć do rasy elfów, czy ludzi, wybrał on to drugie wyjście. Obdarzony został życiem dłuższym niż jakikolwiek inny człowiek. Jako władca Edainów na ich czele ruszył do Númenoru i został pierwszym władcą tej wyspy (32 rok Drugiej Ery). Panował aż przez 410 lat pod imieniem Tar-Minyatur (znaczy, bez przedrostka Tar, Pierwszy władca). W czasie swoich rządów założył stolicę, Armenelos, w której wzniósł wysoką wieżę i fortecę. Po śmierci pochowano go (jako pierwszego z númenorejskich monarchów) w dolinie Noirinan. Poza swoim następcą, Vardamirem, Elros miał jeszcze troje dzieci – córkę Tindómiel oraz dwóch synów, Manwëndila i Atanalcara.
Imię Elros znaczy Piana gwiazd.

### Vardamir
Był drugim królem Númenoru, urodził się w 61, zmarł w 471 roku DE. Znano go z wielkiego zainteresowania starodawną wiedzą elfów i ludzi (dlatego nosił przydomek Nólimon – Najbardziej uczony). Po śmierci ojca (442 rok) od razu przekazał tron synowi Tar-Amandilowi, choć tytularnie panował przez rok. Stało się później tradycją, iż monarcha powinien abdykować na rzecz następcy, by móc umrzeć w spokoju, mając jeszcze jasny umysł.
Vardamir miał (oprócz wspomnianego wyżej Amandila) troje dzieci – córkę Vardilmë oraz dwóch synów, Aulëndila i Nolondila.
Imię Vardamir znaczy Klejnot Vardy.

### Tar-Amandil
Był trzecim królem Númenoru, urodził się w 192, zmarł w 603 roku DE. Na tron wstąpił w 443 roku. Władał królestwem przez 147 lat, choć w praktyce rządził już w czasie rocznego (tytularnego) panowania swego ojca (w 442 roku). Abdykował w 590 roku na rzecz najstarszego syna, Tar-Elendila. Miał jeszcze dwoje dzieci – syna Eärendura i córkę Mairen.
Imię Amandil znaczy Miłujący Aman (ewentualnie Oddany Amanowi, Kochający Aman).

### Tar-Elendil
Był czwartym królem Númenoru, urodził się w 350, zmarł w 751 roku DE. Na tron wstąpił w 590 roku i panował przez 150 lat. Napisał liczne dzieła korzystając z materiałów zgromadzonych przez dziadka, Vardamira (zawdzięczał temu przydomek Parmaitë – Piszący księgi). Za jego rządów (w 600 roku) pierwszy númenorejski statek, pod dowództwem Vëantura, przybił do brzegów Śródziemia. Dało to początek kontaktom i przyjaźni Dúnedainów z Eldarami z Lindonu.
Tar-Elendil ożenił się późno i miał troje dzieci. Najstarszym z nich była córka, Silmariën. Później urodziła się Isilmë, a w końcu syn Tar-Meneldur. Na jego rzecz monarcha abdykował w 740 roku.
Imię Elendil znaczy Przyjaciel elfów lub Miłujący gwiazdy (ewentualnie Oddany gwiazdom, Kochający gwiazdy).

### Tar-Meneldur
Był piątym królem Númenoru, urodził się w 543, zmarł w 942 roku DE. Na tron wstąpił w 740 roku, panował 143 lata. Prawdziwe jego imię brzmiało Irimon, jednak ze względu na zamiłowanie w gwiazdach otrzymał miano Meneldura. Był mądrym, cierpliwym i łagodnym władcą. Abdykował na rzecz syna dość wcześnie i niespodziewanie (ze względów politycznych). To za jego czasu odrodził się Sauron.

### Tar-Aldarion
Był szóstym królem Númenoru, urodził się w 700, zmarł w 1098 roku DE. Rządził przez 192 lata i abdykował na rzecz swojej córki w 1075 roku. Właściwe jego imię brzmiało Anardil, wcześnie jednak zasłynął jako Aldarion, wiele uwagi bowiem poświęcał drzewom, sadząc wielkie lasy dla potrzeb wykorzystujących drewno stoczni. Był wielkim marynarzem i budowniczym statków, sam żeglował często do Śródziemia, a Gil-galad uznał go za przyjaciela i doradcę. Długie wyprawy do obcych krajów wywołały złość jego małżonki Erendis, przez co w 882 roku doszło między nimi do separacji. Mieli tylko jedno dziecko, córkę imieniem Ancalime. Dla niej to Aldarion zmienił prawo sukcesji, tak by najstarsza córka mogła dziedziczyć władzę, o ile monarcha nie miał synów. Modyfikacja spotkała się z niechętnym przyjęciem ze strony potomków Elrosa, szczególnie, że według dotychczasowych praw na tronie miał zasiąść Soronto, krewniak Aldariona, syn jego starszej siostry Ailinel.

### Tar-Ancalimë
Była siódmą władczynią Númenoru, a pierwszą panującą królową. Urodziła się w 873, zmarła w 1285 roku DE. Była jedynym dzieckiem Tar-Aldariona. Rządziła 205 lat, dłużej niż ktokolwiek po Elrosie. Długo obywała się bez męża, kiedy jednak Soronto zaczął wywierać presję, by zrezygnowała z godności, wówczas jemu na złość wyszła w roku 1000 za mąż za Hallacara, syna Hallatana, potomka Vardamira. Po urodzeniu syna Anariona doszło do otwartego konfliktu między małżonkami a to za sprawą dumy i przekornego uporu królowej. Po śmierci Aldariona zmieniła politykę Númenoru, odmawiając Gil-galadowi dalszego wsparcia.

### Tar-Anárion
Był siódmym królem (a ósmym władcą) Númenoru, urodził się w 1003, zmarł w 1404 roku DE. Był jedynym dzieckiem królowej Tar-Ancalimë i Hallacara. Na tron wstąpił w 1280 roku. Panował przez 114 lat. Abdykował w 1394 roku na rzecz syna, Tar-Súriona. Monarcha miał jeszcze dwie córki (nieznane z imienia), obie starsze od brata. Z tego powodu jedna z nich mogła objąć tron, lecz żadna nie wyraziła na to zgody.
Imię Anárion znaczy Syn słońca.

### Tar-Súrion
Był ósmym królem (a dziewiątym władcą) Númenoru, urodził się w 1174, zmarł w 1574 roku DE. Był trzecim dzieckiem Tar-Anáriona. Na tron wstąpił w 1394 roku, panował przez 162 lata. W 1556 roku abdykował na rzecz córki Tar-Telperiën, choć miał jeszcze syna, Isilma (młodszego jednak od siostry). Najpewniej zadecydowała o tym zmiana prawa dziedziczenia, które odtąd stanowiło, iż tron obejmuje najstarsze dziecko monarchy, bez względu na płeć (wcześniejsze prawo mówiło, iż tron objąć może córka tylko wtedy, gdy monarcha nie ma syna).

### Tar-Telperiën
Była dziesiątą władczynią Númenoru, a drugą panującą królową. Urodziła się w 1320, zmarła w 1731 roku DE. Na tron wstąpiła w 1556 roku i panowała przez 175 lat. Nigdy nie wyszła za mąż i nie miała dzieci. W 1731 roku abdykowała na rzecz bratanka, Tar-Minastira.

### Tar-Minastir
Był dziewiątym królem (a jedenastym władcą) Númenoru, urodził się w 1474, zmarł w 1875 roku DE. Był synem Isilma, brata królowej Tar-Telperiën. Jako że nie miała ona dzieci, właśnie Minastir został jej następcą. W 1700 roku, gdy w Śródziemiu toczyła się wojna elfów z Sauronem, wysłał on na pomoc Gil-galadowi wielką flotę pod dowództwem admirała Ciryatura. Przesądziło to o pokonaniu Władcy Ciemności. W 1731 roku objął on tron Númenoru. Panował przez 138 lat. Bardzo kochał Eldarów (dlatego im pomógł), ale jednocześnie zazdrościł im nieśmiertelności. W sercu monarchy (podobnie jak wśród innych Númenorejczyków) narastało pragnienie popłynięcia na Zachód, do Amanu (na co jednak nie pozwalał Zakaz Valarów) i uzyskania niekończącego się życia. Na wzgórzu Oromet król wybudował wieżę skierowaną na zachód, gdzie spędzał wiele czasu (zawdzięczał najpewniej temu miano Minastir; wcześniej zapewne nosił inne imię). W 1869 roku abdykował na rzecz syna, Tar-Ciryatana, ponoć przymuszony przez niego.
Imię Minastir znaczy Straż wieży.

### Tar-Ciryatan
Był dziesiątym królem (a dwunastym władcą) Númenoru, urodził się w 1634, zmarł w 2035 roku DE. W młodości dużo podróżował po morzach, by ukoić niepokój serca związany z Zakazem Valarów. Pogardzał zresztą podobnymi tęsknotami swego ojca. Zmusił go ponoć do wcześniejszego przekazania mu berła. Miało to miejsce w 1869 roku. Tar-Ciryatan panował przez 160 lat. Był potężnym królem, bardzo jednak chciwym bogactw. Stworzył własną wielką flotę i zawdzięczał temu swoje imię Ciryatan (wcześniej być może nosił inne).
Númenorejczycy za jego rządów zaczęli uciskać mieszkańców Śródziemia i zwozić na swoją wyspę olbrzymie ilości metali i kamieni szlachetnych. Monarcha abdykował w 2029 roku na rzecz swego syna Tar-Atanamira. Był to ostatni taki przypadek w dziejach Númenoru, by król wcześniej rezygnował z berła i oddawał go następcy.
Imię Ciryatan znaczy Budowniczy okrętów.

### Tar-Atanamir
Był jedenastym królem (a trzynastym władcą) Númenoru, urodził się w 1800, zmarł w 2221 roku DE. Na tron wstąpił w 2029 roku. Panował przez 192 lata. Okazał się władcą dumnym i chciwym. Za jego rządów na Númenor padł Cień. Monarcha ten zaczął sprzeciwiać się Zakazowi Valarów, a kiedy przybyli do niego ich wysłannicy (którzy pouczali o przeznaczeniu i porządku świata) zlekceważył ich słowa. Większość zaś ludności Númenoru poszła w ślady króla. Monarcha mimo wszystko nadal obawiał się potęgi Valarów i nie występował przeciw nim otwarcie. W tym czasie Númenorejczycy zaczęli bezlitośnie zdzierać haracz z ludzi mieszkających na wybrzeżach Śródziemia. Królestwo osiągnęło wówczas wielkie bogactwo i potęgę.
Tar-Atanamir był pierwszym władcą wyspy, który nie abdykował na rzecz swego następcy i rządził do końca swoich dni; (...) dotrwał do bardzo sędziwego wieku, czepiając się życia nawet wtedy, gdy nie dawało mu już żadnych radości; on pierwszy z Númenorejczyków wykazał taki upór i nie chciał odejść, mimo iż starość zaćmiła mu umysł odebrała siły. Ostatecznie zmarł będąc w stanie starczego zdziecinnienia.
Zwano go też Tar-Atanamirem Wielkim lub Tar-Atanamirem Niechętnym. Imię Atanamir znaczy Człowiek-klejnot.

### Tar-Ancalimon
Był dwunastym królem (a czternastym władcą) Númenoru, urodził się w 1986, zmarł w 2386 roku DE. Na tron wstąpił w 2221 roku. Panował do końca swego życia, przez 156 lat. Podobnie jak ojciec, był władcą dumnym i chciwym. Za jego rządów nastąpił podział wśród Númenorejczyków na dwa antagonistyczne stronnictwa. Pierwsze z nich, Ludzie Króla, było wrogo nastawione do Eldarów i Valarów. Natomiast drugie, Wierni, kultywowali przyjaźń z elfami i żywili szacunek dla Władców Zachodu. W czasach Tar-Ancalimona wielu mieszkańców wyspy zaprzestało posługiwać się językami elfów (quenya i sindarinem), używane jednak nadal były na dworze królewskim, bowiem nie chciano łamać starej tradycji, z obawy przed sprowadzeniem nieszczęścia. Za rządów tego monarchy zaczęły powstawać pierwsze wielkie osiedla númenorejskie na wybrzeżach Śródziemia, takie jak Umbar czy Pelargir. Númenorejczycy ściągali z tych ziem wielkie haracze.
Imię Ancalimon znaczy Najjaśniejszy.

### Tar-Telemmaitë
Był trzynastym królem (a piętnastym władcą) Númenoru, urodził się w 2136, zmarł w 2526 roku DE. Na tron wstąpił w 2386 roku. Panował do końca swego życia, przez 140 lat. Za jego rządów ludzie coraz rzadziej odwiedzali Święte Miejsce na szczycie Meneltarmy. Monarcha słynął ze swego umiłowania do srebra (i zawdzięczał imię Telemmaitë; wcześniej nosił zapewne inne). Swoim sługom kazał nieustannie szukać mithrilu.

### Tar-Vanimeldë
Była szesnastą władczynią Númenoru, a trzecią panującą królową. Urodziła się w 2277, zmarła w 2637 roku DE. Była córką Tar-Telemmaitë. Na tron wstąpiła w 2526 roku i panowała do końca swego życia, przez 111 lat. Bardziej jednak interesowały ją tańce i muzyka, niż zajmowanie się sprawami królestwa. W praktyce rządził więc jej mąż Herucalmo (po śmierci żony przejął zresztą berło).
Imię Vanimeldë znaczy Piękna przyjaciółka.

### Herucalmo
Był samozwańczym królem Númenoru. Urodził się w 2286, zmarł w 2657 roku DE. Wywodził się z jednej z bocznych linii dynastii Elrosa i był spokrewniony z Tar-Atanamirem. Poślubił królową Tar-Vanimeldë. W czasie jej panowania to on faktycznie rządził Númenorem. Po śmierci małżonki przejął berło (nie dopuszczając syna Tar-Alcarina do tronu) i obwołał się królem, przybierając imię Tar-Anducal (znaczy ono, bez przedrostka Tar, Światło Zachodu). Panował do swej śmierci, przez 20 lat. Nie wliczano go zwykle w poczet władców Númenoru.

### Tar-Alcarin
Był czternastym królem (a siedemnastym władcą) Númenoru, urodził się w 2406, zmarł w 2737 roku DE. Był synem królowej Tar-Vanimeldë i Herucalma. Tron objął dopiero w 2657 roku, gdyż wcześniej to ojciec (po śmierci małżonki w 2637) zagarnął berło, które już wtedy należało się Alcarinowi. Panował do końca swego życia, przez 80 lat.
Imię Alcarin znaczy Sławny, Okryty chwałą.

### Tar-Calmacil
Był piętnastym królem (a osiemnastym władcą) Númenoru, urodził się w 2516, zmarł w 2825 roku DE. W młodości podbił znaczną część wybrzeży Śródziemia. Na tron wstąpił w 2737 roku. Panował do końca swego życia, przez 88 lat. Monarcha miał jeszcze jednego syna, Gimilzagara.
Númenorejczycy ze stronnictwa Ludzi Króla używali adûnaickiej formy imienia władcy – Ar-Belzagar. Miało to miejsce po raz pierwszy w dziejach Númenoru.

### Tar-Ardamin
Był szesnastym królem (a dziewiętnastym władcą) Númenoru, urodził się w 2618, zmarł w 2899 roku DE. Na tron wstąpił w 2825 roku. Panował do końca swego życia, przez 74 lata.
Númenorczycy ze stronnictwa Ludzi Króla używali adûnaickiej formy imienia władcy – Ar-Abattârik.

### Ar-Adûnakhôr
Był siedemnastym królem (a dwudziestym władcą) Númenoru, urodził się w 2709, zmarł w 2962 roku DE. Na tron wstąpił w 2899 roku. Panował do końca swego życia, przez 63 lata (najkrócej ze wszystkich monarchów númenorejskich). Jak pierwszy władca wyspy objął tron pod imieniem z języka adûnaickiego. Był to wyraźny znak coraz większej niechęci do Eldarów i Valarów. Za rządów tego króla ostatecznie zaprzestano używania języków elfów (quenyi i sindarinu) na wyspie, co więcej zakazano ich nauki (jedynie ludzie ze stronnictwa Wiernych potajemnie przekazywali je swoim dzieciom). Elfickie statki z Tol Eressëi podczas panowania Adûnakhôra bardzo rzadko i w wielkiej tajemnicy przybijały do brzegów Númenoru. Paradoksalnie jednak w Zwojach Królewskich imię monarchy zapisano w quenyi jako Tar-Herunúmen. Obawiano się bowiem, iż naruszenie tego zwyczaju może przynieść nieszczęście.
Imię Adûnakhôr pochodzi z języka adûnaickiego i znaczy w tej mowie Władca Zachodu. To samo znaczenie miało miano Tar-Herunúmen. Dla Wiernych oba te imiona były bluźniercze, bowiem tytuł „Władcy Zachodu” przynależał wyłącznie Valarom, a w szczególności Manwemu. Można przypuszczać, iż król przybrał tak wyzywające imię dopiero po objęciu berła, a wcześniej zapewne nosił inne.

### Ar-Zimrathôn
Był osiemnastym królem (a dwudziestym pierwszym władcą) Númenoru, urodził się w 2798, zmarł w 3033 roku DE. Na tron wstąpił w 2962 roku. Panował do końca swego życia, przez 71 lat.
Imię Zimrathôn pochodzi z języka adûnaickiego. W Zwojach Królewskich jednak, zgodnie z dawną tradycją, zapisano jego to imię w quenyi jako Tar-Hostamir.

### Ar-Sakalthôr
Był dziewiętnastym królem (a dwudziestym drugim władcą) Númenoru, urodził się w 2873, zmarł w 3102 roku DE. Na tron wstąpił w 3033 roku. Panował do końca swego życia, przez 69 lat.
Imię Sakalthôr pochodzi z języka adûnaickiego. W Zwojach Królewskich jednak, zgodnie z dawną tradycją, zapisano to imię w quenyi jako Tar-Falassion.

### Ar-Gimilzôr
Był dwudziestym królem (a dwudziestym trzecim władcą) Númenoru, urodził się w 2960, zmarł w 3177 roku DE. Na tron wstąpił w 3102 roku. Panował do końca swego życia, przez 75 lat. Był człowiekiem pysznym i despotycznym. Ze wszystkich númenorejskich monarchów okazał się największym wrogiem Wiernych. Ci z nich, którzy zamieszkiwali zachodnie prowincje Númenoru, zostali przesiedleni na wschód wyspy, gdzie roztoczono nad nimi ścisłą kontrolę. Monarcha zabronił wszystkim poddanym posługiwać się językami elfów (sindarinem i quenyą). Nie zezwalał też elfom na przypływanie do Númenoru i karał tych, którzy potajemnie ich przyjmowali. Nie czcił niczego i nie odwiedził nigdy Świętego Miejsca Eru Ilúvatara na Meneltarmie. Ar-Gimilzôr poślubił Inzilbêth, potajemnie należącą do stronnictwa Wiernych. Związek te nie był udany. Małżonkowie doczekali się dwóch synów –Inzilâduna i Gimilkhâda. Monarcha faworyzował drugiego z nich, podobnego do siebie z charakteru. Jednak jego następcą był Inzilâdun, który panował pod imieniem Tar-Palantira.
Imię Gimilzôr pochodzi z języka adûnaickiego. W Zwojach Królewskich jednak, zgodnie z dawną tradycją, zapisano to imię w quenyi jako Tar-Telemnar.

### Tar-Palantir
Był dwudziestym pierwszym królem (a dwudziestym czwartym władcą) Númenoru, urodził się w 3035, zmarł w 3255 roku DE. Był starszym synem Ar-Gimilzôra i Inzilbêth, bratem Gimilkhâda. Zarówno z wyglądu, jak i z charakteru wdał się w matkę. Był z nią bardzo zżyty i podzielał jej przekonania (należała ona do stronnictwa Wiernych). Pozostawał zaś w ciągłej niezgodzie z bratem. Na tron wstąpił w 3177 roku. Panował do końca swego życia, przez 78 lat. Na samym początku swych rządów przybrał (zgodnie z dawną tradycją) imię w quenyi, Tar-Palantir, zarzucając wcześniejsze miano Inziladûn. Był człowiekiem dalekowzrocznym i obdarzonym darem jasnowidzenia. Żałując postępowania swoich poprzedników, pragnął naprawić dawne błędy i odnowić przyjaźń z Valarami i Eldarami. Jednak ta skrucha nie zmieniła wiele w społeczeństwie Númenoru, gdyż większość zdegenerowanych Númenorejczyków nie miała zamiaru się poprawić. Monarsze cały czas przeciwstawiał się (jawnie i skrycie) Gimilkhâd stojący na czele stronnictwa Ludzi Króla, przez co w Númenorze trwał stan wielkiego napięcia (prawdopodobnie nie doszło do wojny domowej). Mimo to za rządów Tar-Palantira zostawiono Wiernych w spokoju. Król przywrócił dawną tradycję udawania się na Święte Miejsce góry Meneltarmy w wyznaczonych dniach świąt (Erukyermë, Erulaitalë, Eruhantalë). Otoczył też opieką Nimloth, Białe Drzewo Númenoru, przepowiedział bowiem, że gdy Drzewo umrze, wówczas też wygaśnie dynastia Elrosa. Spędzał dużo czasu w Andúnië i wieży na Oromet, skąd spoglądał na Zachód, licząc że przypłynie stamtąd okręt elfów.
Tar-Palantir ożenił się późno. Jego jedynym dzieckiem i prawowitą następczynią była córka Tar-Míriel. Berło jednak po śmierci monarchy zagarnął Ar-Pharazôn.
Imię Palantir znaczy w quenyi Ten który patrzy daleko, Dalekowidzący. Inziladûn jest słowem adûnaickim i oznacza w tej mowie Kwiat Zachodu.

### Tar-Míriel
Była ostatnią królową Númenoru, urodziła się w 3117, zmarła w 3319 roku DE. Była jedynym dzieckiem Tar-Palantira. Słynęła ze swej wielkiej urody i piękności. Po śmierci ojca (3255 rok), zgodnie z prawami Númenoru, miała zasiąść na tronie jako panująca królowa. Jednak jej kuzyn Pharazôn zagarnął berło wbrew jej woli i zmusił ją do ślubu. W tym nieszczęśliwym małżeństwie przeżyła 64 lata. Zdaje się, że potajemnie należała do stronnictwa Wiernych. Zginęła w Upadku Númenoru, pochłonięta przez fale, gdy próbowała schronić się na szczycie Meneltarmy.
Imię Míriel znaczy Klejnot kobieta. Powinna panować pod imieniem Tar-Míriel. Pharazôn po ślubie nadał jej nowe miano w języku adûnaickim – Ar-Zimraphel.

### Ar-Pharazôn
Był dwudziestym drugim królem (a dwudziestym piątym władcą) Númenoru, urodził się w 3118, zmarł w 3319 roku Drugiej Ery. Był synem Gimilkhâda, młodszego brata króla Tar-Palantira. Przez długi czas przyjaźnił się z Amandilem, przyszłym księciem Andúnië. Wiele czasu spędzał poza ojczystą wyspą, był bowiem jednym z wodzów, rozszerzających posiadłości númenorejskie w Śródziemiu. Zyskał sławę znakomitego dowódcy, zarówno na lądzie, jaki na morzu.
Po śmierci ojca w 3243 roku powrócił do Númenoru i stanął na czele stronnictwa Ludzi Króla. Szybko zyskał poparcie większości ludności, bowiem hojnie rozdawał bogactwa zdobyte w swoich wyprawach. Będąc człowiekiem hardym i żądnym władzy, utrudniał jak mógł panowanie Tar-Palantira, czyniąc zresztą to samo co wcześniej robił jego ojciec. Po śmierci monarchy w 3255 roku dokonał swego rodzaju „przewrotu”. Zmusił córkę zmarłego króla Tar-Míriel, prawowitą dziedziczkę tronu, wbrew jej woli do ślubu, popełniając podwójny występek, gdyż prawa Númenoru zabraniały małżeństw między tak bliskimi krewnymi nawet w rodzinie królewskiej. Następnie zaś przejął berło i ogłosił się królem.
Ar-Pharazôn okazał się najdumniejszym i najpotężniejszym z władców Númenoru i nic prócz panowania nad całym światem nie mogło go zadowolić. Panował do końca swego życia, przez 64 lata.
Na początku swych rządów, gdy dowiedział się o atakach Saurona na númenorejskie posiadłości, postanowił odebrać mu władzę nad Śródziemiem. Zmobilizował wielkie siły i na ich czele popłynął na wschód w 3261 roku. Dotarł do Umbaru, a następnie pomaszerował w głąb lądu na spotkanie przeciwnika. Jak się okazało, potęga Númenorejczyków była tak wielka, że wszyscy podwładni Saurona uciekli i porzucili swego władcę. Ten zaś, zrozumiawszy że wszelkie próby walki nic nie dadzą, postanowił podstępnie ukorzyć się przed Ar-Pharazônem (3262 rok). Zaślepiony pychą król Númenoru, nadal nieufny wobec „wasala”, zabrał go ze sobą, jako zakładnika, na swoją ojczystą wyspę.
Jednak szybko udało się Sauronowi wkraść w łaski monarchy, bowiem miał tyle przebiegłości w myślach i mowie, tak silną utajoną wolę, że zanim upłynęły trzy lata, stał się najbliższym z poufnych doradców króla. Za jego namowami Ar-Pharazôn (wpierw potajemnie, a potem jawnie) stał się czcicielem Melkora. Usunął też z Rady Berła Amandila. Wkrótce chorobliwie zaczął nienawidzić Valarów i Eldarów. Przez pewien jednak czas, nadal trzymał się dawnych tradycji, jak pozostawienie na królewskim dziedzińcu Nimloth, Białego Drzewa Númenoru. W końcu jednak pod wpływem Saurona, nakazał je ściąć i spalić na ołtarzu w Świątyni Melkora w Armenelos. Wkrótce zezwolił także na składanie tam ofiar z ludzi. Pod karą śmierci zabronił wszystkim odwiedzania Świętego Miejsca na szczycie Meneltarmy. Númenorejczycy zaczęli również okrutnie postępować z podległymi im mieszkańcami Śródziemia.
W ciągu kolejnych lat Ar-Pharazôn stał się najpotężniejszym tyranem, jakiego znał świat od czasów panowania Morgotha, chociaż w rzeczywistości nie król rządził, lecz Sauron ukryty za jego tronem.
W końcu, gdy monarcha poczuł zbliżający się kres życia, ogarnął go strach przed śmiercią. Wówczas to Sauron kłamliwie zapewnił go, iż jeśli podbije Aman, uzyska nieśmiertelność. Opętany myślą o tym Ar-Pharazôn rozpoczął w 3310 roku wielkie zbrojenia. Po dziewięciu latach przygotowań, zgromadziwszy olbrzymie wojsko i flotę, ruszył na wojnę z Władcami Zachodu. Złamał Zakaz Valarów i na czele swej armady wpłynął na zabronione wody. Gdy dotarł do brzegów Valinoru, ogarnęło go zwątpienie i omal nie zawrócił. Ostatecznie jednak duma zwyciężyła i Ar-Pharazôn wylądował na brzegu, ogłaszając przejęcie tych ziem na własność. Doprowadziło to do katastrofy – Valarowie zrzekli się swej opiekuńczej roli, odwołali się do Jedynego, a Nieśmiertelne Kraje odsunęły się daleko, poza okręgi świata. Morskie fale pochłonęły Númenor i królewską flotę, zaś Ar-Pharazôn i jego żołnierze zginęli pogrzebani w Jaskiniach Zapomnianych.
Na Ar-Pharazônie, który nie miał potomstwa, wygasła główna linia dynastii Elrosa. Mimo iż uznawano go za uzurpatora z racji odebrania tronu uzurpatorem Tar-Míriel, był zaliczony w poczet władców i władczyń Númenoru. Jego panowanie było zarazem najświetniejszym i najgorszym w dziejach wyspy. Bowiem chociaż Ar-Pharazôn Złoty, jak też go zwano, sprowadził zagładę na wyspę, to w późniejszych wiekach nawet Dúnedainowie ze stronnictwa Wiernych, chlubili się wspomnieniem jego wspaniałego zwycięstwa nad Sauronem.
Imię Pharazôn pochodzi z języka adûnaickiego i znaczy w tej mowie Złoty. W Zwojach Królewskich jednak, zgodnie z dawną tradycją, zapisano to imię w quenyi jako Tar-Calion.

## Książęta Andúnië
Książęta Andúnië (ang. Lords of Andúnië) byli głowami najważniejszego ze szlacheckich rodów Númenoru, bocznej linii dynastii królewskiej, z której wywodzili się późniejsi władcy Arnoru i Gondoru w Śródziemiu. Książęta Andúnië byli odległymi przodkami Aragorna, członka Drużyny Pierścienia. Informacje na ich temat znajdują się w Dodatkach do Władcy Pierścieni oraz w Silmarillionie i Niedokończonych opowieściach.
Ród książąt Andúnië Wywodził się od księżniczki Silmariën, najstarszego dziecka króla Tar-Elendila, była zatem to boczną linia dynastii Elrosa, .
W Radzie Berła książę Andúnië zajmował drugie miejsce, tuż po monarsze. Wynikało to zarówno ze względu na pokrewieństwo, jak i na szacunek jaki potomkowie Silmariën wzbudzali w Andustarze, tej części wyspy, której byli przedstawicielami.
Blisko przyjaźnili się z Eldarami i żywili szacunek dla Valarów. Przez cały czas byli lojalni wobec númenorejskich monarchów, nawet gdy na wyspę padł Cień i królowie zaczęli wrogo odnosić się do Valarów. Książęta pomagali Wiernym i starali się zmienić postępowanie królów dobrymi radami.
Siedzibą rodu było Andúnië, dopiero ostatni książę Amandil przeniósł się do Rómenny.
Insygnium książęcej władzy było berło. W posiadaniu rodu, od czasów Silmariën, był też Elendilmir i pierścień Barahira. Być może miecz Narsil również był częścią ich dziedzictwa.
Z rodu książąt Andúnië, poprzez Elendila, syna Amandila, wywodzili się władcy Gondoru i Arnoru.

### Valandil
Valandil był pierwszym księciem Andúnië, urodził się w 630 roku Drugiej Ery. Był synem Silmariën i Elatana, wnukiem króla Númenoru Tar-Elendila. Zamieszkiwał w Andúnië i był księciem tamtejszych ziem. Za czasów monarchów Tar-Meneldura i Tar-Aldariona zasiadał w Radzie Berła jako przedstawiciel Andustaru. Cieszył się niezwykłym szacunkiem i przywiązaniem tamtejszych mieszkańców. Potomkami Valandila byli kolejni książęta Andúnië.
Imię Valandil pochodzi z quenyi i znaczy w tej mowie Miłujący Valarów (ewentualnie Oddany Valarom, Kochający Valarów).

### Eärendur
Wzmianki o nim znajdują się w tekście Akallabêth, zawartym w Silmarillionie.
Był piętnastym księciem Andúnië. Żył za czasów króla Ar-Sakalthôra. Wiadomo, iż miał siostrę imieniem Lindorië.
Imię Eärendur pochodzi z quenyi i znaczy w tej mowie Miłujący morze (ewentualnie Oddany morzu, Żeglarz).

### Númendil
Wzmiankę o nim zawiera tekst Dynastia Elrosa.
Był siedemnastym księciem Andúnië. Żył za czasów króla Tar-Palantira. Jego synem i następcą był Amandil.
Imię Númendil pochodzi z quenyi i oznacza Przyjaciel Zachodu (ewentualnie Kochający Zachód, Oddany Zachodowi).

### Amandil
Pojawia się w tekście Akallabêth, jak również wspominają o nim Dodatki do Władcy Pierścieni.
Był osiemnastym i ostatnim księciem Andúnië. Zapewne zginął w 3319 roku Drugiej Ery.
Zasłynął jako świetny żeglarz i kapitan okrętów. W młodości był przyjacielem Ar-Pharazôna. Później przewodził, wraz z synem Elendilem, stronnictwu Wiernych i potajemnie utrzymywał kontakty z elfami. Od nich to otrzymał w darze palantíry. Za rządów Ar-Pharazôna zasiadał w Radzie Berła do czasu, gdy Sauron nie uzyskał wpływu na monarchę (lata 3265 – 3310). Wówczas to osiadł w Rómennie, gdzie mieszkała większość Wiernych.
Kiedy Ar-Pharazôn przygotował swoją armię i flotę w celu zaatakowania Valinoru, Amandil poradził Elendilowi, by wraz z synami przygotował się do ucieczki. Sam, w towarzystwie trzech zaufanych sług, potajemnie popłynął do Amanu, aby błagać Valarów o łaskę i miłosierdzie dla Númenoru. Nie wiadomo, jak potoczyła się jego misja, podobna w pewnym stopniu do wyprawy Eärendila, a jego los pozostaje nieznany. Prawdopodobnie i on zginął w Upadku Númenoru.
Imię Amandil pochodzi z quenyi i znaczy w tej mowie Miłujący Aman (ewentualnie Oddany Amanowi, Kochający Aman).

### Inni członkowie rodu

#### Silmariën
Wzmianki na jej temat znajdują się w tekstach Akallabêth, Dynastia Elrosa, Aldarion i Erendis oraz w Dodatkach do trzeciego tomu Władcy Pierścieni.
Księżniczka Númenoru, córka króla Tar-Elendila. Urodziła się w 521 roku Drugiej Ery. Mimo iż była pierwszym dzieckiem monarchy nie objęła po nim tronu, bowiem nie przywidywano wówczas dziedziczenia władzy królewskiej przez kobiety. 
Silmariën poślubiła Elatana z Andúnië i miała z nim syna, Valandila. Data jej śmierci jest nieznana
Jako podarunek od ojca otrzymała Pierścień Barahira i najpewniej była pierwszym posiadaczem Elendilmiru.
Imię Silmariën pochodzi z języka quenya.

#### Elatan
Wzmianka o nim znajduje się w tekście Aldarion i Erendis.
Dúnadan z Andúnië, który żył za czasów króla Tar-Elendila. Poślubił córkę monarchy Silmariën. Ich synem był Valandil.
Zwany był Elatanem z Andúnië. Imię Elatan pochodzi z języka quenya, zapewne od słów gwiazda i człowiek.

#### Inzilbêth
Informacje na jej temat znajdują się w tekstach Akallabêth i Dynastia Elrosa.
Królowa Númenoru. Jej matką była Lindórië, a ojcem (nieznanym z imienia) potomek Gimilzagara, syna króla Tar-Calmacila. Inzilbêth słynęła ze swej urody. Należała do stronnictwa Wiernych. 
Poślubił ją króla Ar-Gimilzôr, choć ona wcale tego nie chciała. Ich małżeństwo nie było szczęśliwe, zwłaszcza, że monarcha wrogo odnosił się do Wiernych.
Inzilbêth urodziła mu dwóch synów: Inziladûna i Gimilkhâda. Jej ulubieńcem był starszy syn, Inziladûn, podzielający jej przekonania.
Imię Inzilbêth pochodzi z języka adûnaickiego, w dosłownym tłumaczeniu znaczy ono kwiat-słowo.

## Geografia

### Forostar
Górzysty północny półwysep wyspy. Na samym jego krańcu znajdował się Przylądek Północny. W górach tej krainy wznosiła się Wieża na Sorontil. W południowo-zachodniej części kraju leżało miasto Ondosto, które znajdowało się na trakcie od Rómenny do Andúnië.

### Andustar
Północno-zachodni półwysep Númenoru. Północną część zajmowały góry, na zachodzie znajdowała się Zatoka Andúnië oraz port Andúnië – początkowo największe miasto wyspy. W górach stała Wieża na Oromet. W południowej części tej krainy, przy ujściu rzeki Nundunië znajdowało się miasto Eldalondë (nad zatoką Eldanna) dokąd przypływali z Amanu elfowie.

#### Andúnië
Wspomniane jest w Dodatkach do trzeciego tomu Władcy Pierścieni. Informacje na jego temat znajdują się w Silmarillionie oraz w Niedokończonych opowieściach.
Andúnië było portowym miastem w Númenorze. Położone było tuż nad wodami Zatoki Andúnië.
Założone zostało około 32 roku Drugiej Ery. Przez długi czas było największym i najludniejszym z miast Númenoru, dystansując nawet stolicę Armenelos. Było również siedzibą książąt Andúnië. Do tamtejszego portu zawijały statki elfów z Tol Eressëi. Upadek znaczenia miasta, zamieszkanego w większości przez Wiernych, nastąpił za panowania Ar-Gimilzôra. Monarcha ten przesiedlił tamtejszą ludność na wschodnie obszary wyspy i Andúnië opustoszało. Jednak nadal rezydowali tam książęta do czasów Amandila (dopiero on przeniósł się do Rómenny). W 3319 roku Ar-Pharazôn zgromadził w tamtejszym porcie część swej floty, gdy przygotowywał wyprawę na Aman.
Nazwa Andúnië pochodzi z quenyi i znaczy w tej mowie Zachód Słońca.

### Hyarnustar
Południowo-zachodni półwysep wyspy. Na jego krańcu wznosiły się wzgórza. Na wschodzie graniczy z Hyarrostarem na Siril – największej rzece Númenoru.

### Hyarrostar
Południowo-wschodni półwysep wyspy. Kraj ten był równinny i silnie zalesiony. Największym miastem było znajdujące się w bagnistej delcie Siril – rybackie Nindamos.

### Orostar
Północno-wschodni półwysep wyspy. Północną jego część zajmowały wzgórza.

### Mittalmar
Centralna kraina Númenoru. W jej środku wznosiła się na wysokość 14 tysięcy stóp góra Meneltarma. U podnóża góry wznosiła się stolica kraju, Armenelos. Na wschodzie leżał port Rómenna nad zatoką o tej samej nazwie. Z Rómmenny biegł trakt przez Armenelos w kierunku Andúnië. Na zachodzie nieopodal ujścia rzeki Nundunië, znajdowało się jezioro Nesinen.

#### Armenelos
Informacje na jego temat znajdują się w Silmarillionie i Niedokończonych opowieściach.
Było to miasto w Númenorze, założone przez Elrosa Tar-Minyatura w 32 roku Drugiej Ery. Od początku pełniło funkcję siedziby królewskiej i stolicy państwa. Położone było na wzgórzu, w odległości kilkunastu mil na południowy wschód od góry Meneltarmy. Elros wzniósł tam wieżę i fortecę, a z biegiem lat powstawały kolejne budowle. Od czasów króla Ar-Gimilzôra Armenelos stało się najludniejszym miastem Númenoru (wcześniej dystansowało je pod tym względem Andúnië). Szczyt splendoru i potęgi stolica osiągnęła za rządów Ar-Pharazôna. Gdy Sauron zyskał na monarchę i większość Dúnedainów wpływ (lata 3265–3319), wzniesiono w centrum miasta wielką świątynię, gdzie oddawano cześć Melkorowi.
Nazwa Armenelos pochodzi z quenyi i znaczy w tej mowie Królewsko-niebiańska twierdza. Stolicę zwano również Miastem Królów i Złotym Armenelos.

#### Meneltarma
Meneltarma (qya. Kolumna Niebios) odznaczała się rozległym płaskim wierzchołkiem, na który można było wejść ścieżką wijącą się wokół góry. Od jej podnóży odchodziło pięć długich grzbietów, zwanych Tarmasundar – korzeniami kolumny.
Była świętą górą poświęconą Eru Ilúvatarowi i jedynym świętym miejscem Númenoru, zanim pod koniec istnienia wyspy Sauron nie doprowadził do zbudowania świątyni Morgotha.
Zanim do tego doszło, trzy razy w roku król Númenoru odprawiał tam modły ku czci Eru. Wtedy to w święta Erukyermë, Erulaitalë i Eruhantalë na wierzchołku góry gromadzili się jego poddani i słuchali w milczeniu modlitwy. Były to jedyne wydarzenia, kiedy ktokolwiek tam przemawiał.
Jedynymi mieszkańcami wierzchołka góry były trzy wielkie orły, zwane Świadkami Manwego. Podczas świąt wznosiły się one ponad zgromadzonymi tam tłumami.
Z południowych podnóży Meneltarmy wypływała Siril, najdłuższa rzeka Númenoru. W tamtym rejonie znajdowała się także dolina Norinan, gdzie byli chowani władcy wyspy.
Meneltarma została zatopiona razem z wyspą, gdy doszło do Przemiany Świata, lecz podobno wierzchołek góry wynurzył się później z oceanu.

## Kolonie Númenoru

### Pelargir
Nim Pelargir stał się głównym portem Gondoru, był jedną z Númenoryjskich kolonii, położoną na północ od Umbaru.

### Umbar
Umbar znajdował się najdalej na południe ze wszystkich znanych miast Śródziemia. Po upadku Númenoru stał się siedzibą Czarnych Númenoryjczyków, a potem Korsarzy z Umbaru.

### Vinyalondë
Vinyalondë, zwane też Lond Daer Enedh, to post położony przy ujściu rzeki Gwathló. Założony został przez Aldariona i członków Gildii Podróżników z Númenoru, zapewne między 750 a 800 rokiem Drugiej Ery, jeszcze przed tym, jak Aldarion został królem Númenoru. Była to jedna z pierwszych osad założonych przez Númenorejczyków w Śródziemiu.
Głównym powodem powstania Vinyalondë była potrzeba stworzenia miejsca, gdzie okręty Dúnedainów mogłyby być naprawiane w czasie dalekich rejsów. Dlatego też początkowo mieściły się tam tylko stocznie i port drzewny, do którego zwożono drewno z okolicznych wielkich puszcz, porastających ówcześnie Enedhwaith. Morze i nieprzyjaźni ludzie z głębi lądu, ciągle niszczyli tę przystań i Aldarion raz po raz musiał ją odbudowywać, zapewne również podczas swoich królewskich rządów. Najpewniej do czasów Tar-Minastira Vinyalondë pozostało niewielkim portem. W trakcie wojny elfów, wspieranych przez Dúnedainów, z Sauronem (lata 1693–1701) wylądowała tam część wojska númenorejskich, które wzięły udział w bitwie nad Gwathló. W kolejnych latach, gdy Númenorejczycy zaczęli utrwalać swe posiadłości na wybrzeżach Śródziemia, port ten został znacznie rozbudowany i ochroniony przed wściekłością morza. W tym zapewne czasie zaczęto go określać mianem Lond Daer (Wielka przystań). Był to ważny ośrodek, stanowiący swoistą „bramę” do Eriadoru. W ciągu kolejnych lat zawijali tam, jak można przypuszczać głównie Númenorejczycy ze stronnictwa Wiernych. Z czasem port zaczęto nazywać Lond Daer Enedh, Wielka przystań środkowa, jako że był położony pomiędzy Pelargirem a Mithlondem. Trudno powiedzieć o późniejszych dziejach portu. Zapewne włączony został do królestwa Gondoru. W bliżej nieznanych okolicznościach popadł w ruinę.
Nazwy Lond Daer i Lond Daer Enedh pochodzą z języka sindarin. Natomiast miano Vinyalondë jest słowem quenejskim i znaczy w tej mowie Nowa przystań.